# 中央橋 (飯山市)
中央橋（ちゅうおうばし）は、長野県飯山市の千曲川に架かる国道403号の橋長365 m（メートル）のエクストラドーズド橋。

## 概要
本橋は、長野県内の道路橋では初めてとなる、エクストラドーズド橋である。飯山市の中心部に位置し、夏に下流側で花火大会が開催され、飯山市のシンボルとなることから景観に優れるエクストラドーズド橋を採用した。
計画評議会の要望を踏まえ、主桁に変断面を採用することで端部の箱桁高を1.8 ｍと低く抑え、すり付け区間長を短縮した。また、豪雪地であることから道路を横断する横梁を持たず、凍結が憂慮される鋼床版を回避しコンクリート橋とした。新橋は施行期間が千曲川の非出水期である11月から3月までの5か月間に限られていたため、張り出し架設工法を採用し、非出水期においても施工できるようにした。
新橋でも、風雪防止のために中央部によしずが歩道に張られている。
- 形式 -  4径間連続PCエクストラドーズド箱桁橋[5]
- 橋長 - 365.000 m
  - 最大支間長 - 121.500 m
- 幅員
  - 総幅員 - 16.300 m
  - 有効幅員 - 15.500 m
  - 車道 - 7.500 m
    - 車線幅 - 3.250 m（2車線）

  - 歩道 - 両側3.000 m
- 着工 - 2009年度（平成21年度）
- 開通 - 2014年（平成26年）12月14日[4]

### 旧橋の諸元
- 形式 - 6連鋼下路ランガー桁橋
- 橋長 - 363.8 m
- 幅員 - 5.5 m

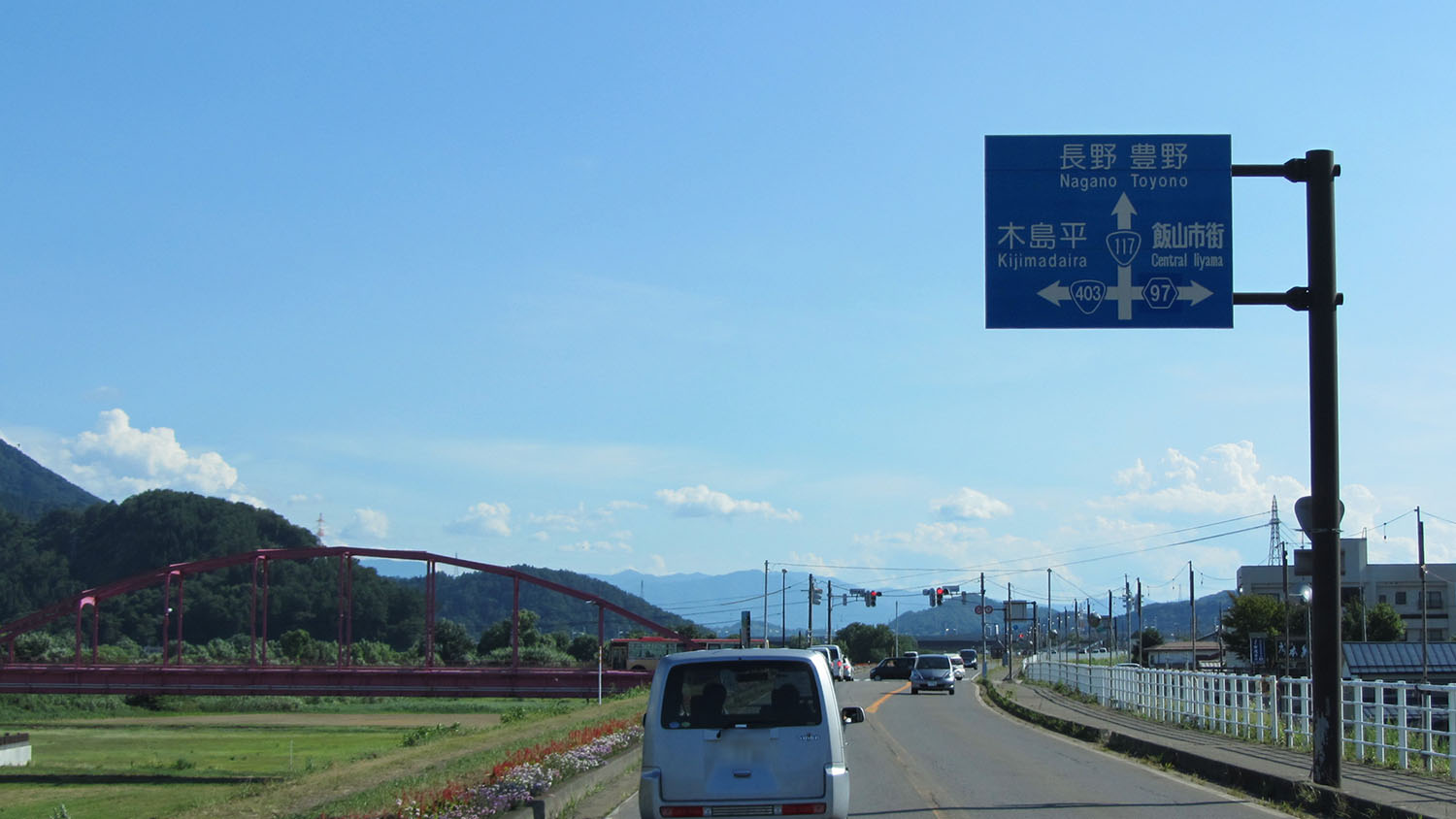
中央橋旧橋

- 施工 - 松尾橋梁（上部工）・星野組（下部工）
- 基礎 - 井筒基礎
- 着工 - 1951年度（昭和26年度）[1]
- 開通 - 1956年（昭和31年）11月28日

## 歴史

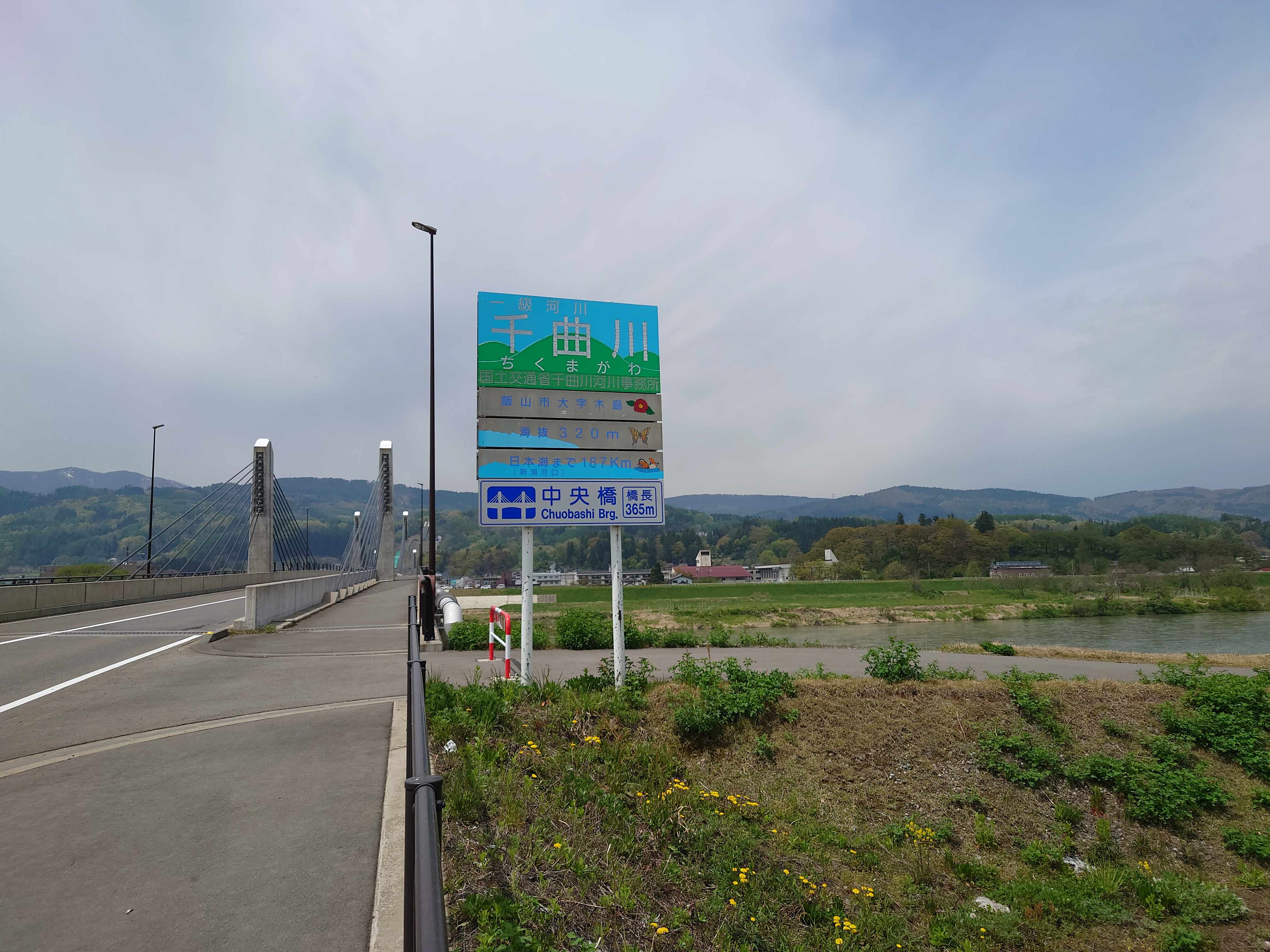
右岸から見た中央橋。

永久橋の架橋以前は飯山下舟橋という木桁橋であった。地域住民の悲願により1956年（昭和31年）に永久橋として中央橋が開通した。優美なランガー橋は地域のランドマークになっていた。1971年（昭和46年）には歩道橋が加えられた。
2008年（平成20年）に、中央橋架け替えの声の高まりの声を受けて、飯山市が長野県に上流への架け替えを提言した。提言書では、可能な限り桁高を抑え、景観や生活環境に配慮した上で、関係者と十分な協議を行い速やかな供用を求めた。
2014年（平成26年）に上流側30 mに新橋が架橋され、取り付け部と合わせた延長815 mが供用された。新橋の供用により、上弦の雪庇による落雪がなくなり、右折車線・広い歩車道が設置され交通が円滑になり、橋桁下が高くなることで安全な洪水流下が可能になった。
新橋の完成後、2015年（平成27年）10月から旧橋の解体が行われた。
旧橋の一部は右岸側の国道403号線沿いに展示されている。

## 周辺観光地
- 菜の花公園
- 斑尾高原
- 野沢温泉